# Міста зі спеціальним статусом
Міста зі спеціальним статусом — це спеціальна категорія міст в Україні, що визначена Конституцією України, і до якої віднесені міста Київ та Севастополь.
Цей статус був успадкований від законодавства УРСР, у конституції якої Київ та Севастополь мали статус міст республіканського підпорядкування. Цей статус означав, що Київ та Севастополь адміністративно виключалися із підпорядкування органів влади відповідно Київської та Кримської областей, і таким чином для більшості цілей функціонували як окремі регіони УРСР, хоч і не були повністю відокремленими адміністративно-територіальними одиницями.

## Статус у Конституції України
Згідно Конституції України, міста Київ та Севастополь мають спеціальний статус, який визначається законами України.
У містах Києві та Севастополі, так само як і в областях і районах, функціонують місцеві державні адміністрації, що здійснюють у них виконавчу владу. Передбачено, що особливості здійснення виконавчої влади у Києві та Севастополі визначаються окремими законами, а до їх прийняття, виконавчу владу здійснюють відповідні державні адміністрації.
Київ та Севастополь мають особливості у здійсненні місцевого самоврядування, що також визначаються законами України.
У частині 2 статті 133, що визначає склад України, міста Київ та Севастополь перелічені разом із Автономною Республікою Крим і 24 областями України, що фактично прирівнює їх у статусі до інших регіонів України і робить їх адміністративно-територіальними одиницями вищого рівня у системі адміністративного устрою України.

## Статус міста Києва
Закон України «Про столицю України — місто-герой Київ» визначає спеціальний статус міста Києва як столиці України, а також особливості здійснення виконавчої влади та місцевого самоврядування у місті Києві.
На відміну від усіх інших громад України, у місті Києві державну виконавчу владу і місцеву виконавчу владу здійснює один і той самий орган ― Київська міська державна адміністрація (КМДА).
Президент України призначає на посаду голови КМДА особу, яка обрана Київським міським головою.
У районах міста Києва діють районні у місті Києві державні адміністрації, які підпорядковуються КМДА. У випадку утворення районних рад, головами районних у місті Києві державних адміністрацій стають голови відповідних рад, а у випадку їх неутворення, такі голови призначаються президентом України відповідно до Конституції України.

## Статус міста Севастополя
Місто Севастополь отримало статус міста республіканського підпорядкування у 1948 році відповідно до Указу Президії Верховної Ради РРФСР. Таким чином місто вийшло із адміністративного підпорядкування органів влади Кримської області, але це не призвело до його повного виокремлення із Кримської області як окремої адміністративно-територіальної одиниці. Зокрема, подальша передача Кримської області від РРФСР до УРСР у 1954 році автоматично включала і місто Севастополь.
У Конституції України 1996 року, Севастополь вже був виділений окремим елементом у списку разом з іншими регіонами України (АРК і 24 області) і містом Києвом, і таким чином став розглядатися як один із 27 регіонів України.
Оскільки окремий закон про місто Севастополь так і не було прийнято, у Севастополі не проводилися прямі вибори міського голови, і виконавчу владу виконував голова Севастопольської міської державної адміністрації, що призначався Президентом України.

### Статус після анексії Криму Росією у 2014 році
У 2014 році Росія здійснила анексію Криму. Через спеціальний статус Севастополя, у підписанні у Москві 18 березня 2014 року договору про анексію Криму брали участь як представники самопроголошеної влади Автономної Республіки Крим, так і міста Севастополя. Після цього, Росія стала розглядати Автономну Республіку Крим і місто Севастополь як окремі суб'єкти Росії — Республіку Крим і місто федерального значення Севастополь.
27 березня 2014 року Генеральна Асамблея ООН ухвалила резолюцію про територіальну цілісність України, у якій закликала не визнавати ніяких змін статусу Автономної Республіки Крим та міста Севастополя і утримуватися від будь-яких дій, які можуть бути інтерпретовані як визнання будь-якої зміни їх статусу.
15 квітня 2014 року Україною було прийнято Закон, згідно якого територія Автономної Республіки Крим та міста Севастополя визначаються як тимчасово окуповані території із спеціальним правовим режимом, що діє до повного відновлення конституційного ладу України на тимчасово окупованій території.